# Notobalanus flosculus
Notobalanus flosculus is een zeepokkensoort uit de familie van de Archaeobalanidae. De wetenschappelijke naam van de soort werd voor het eerst geldig gepubliceerd in 1854 door Darwin als Balanus flosculus.